# Ballindine
Ballindine is een plaats in het Ierse graafschap Mayo. De plaats telt 297 inwoners.

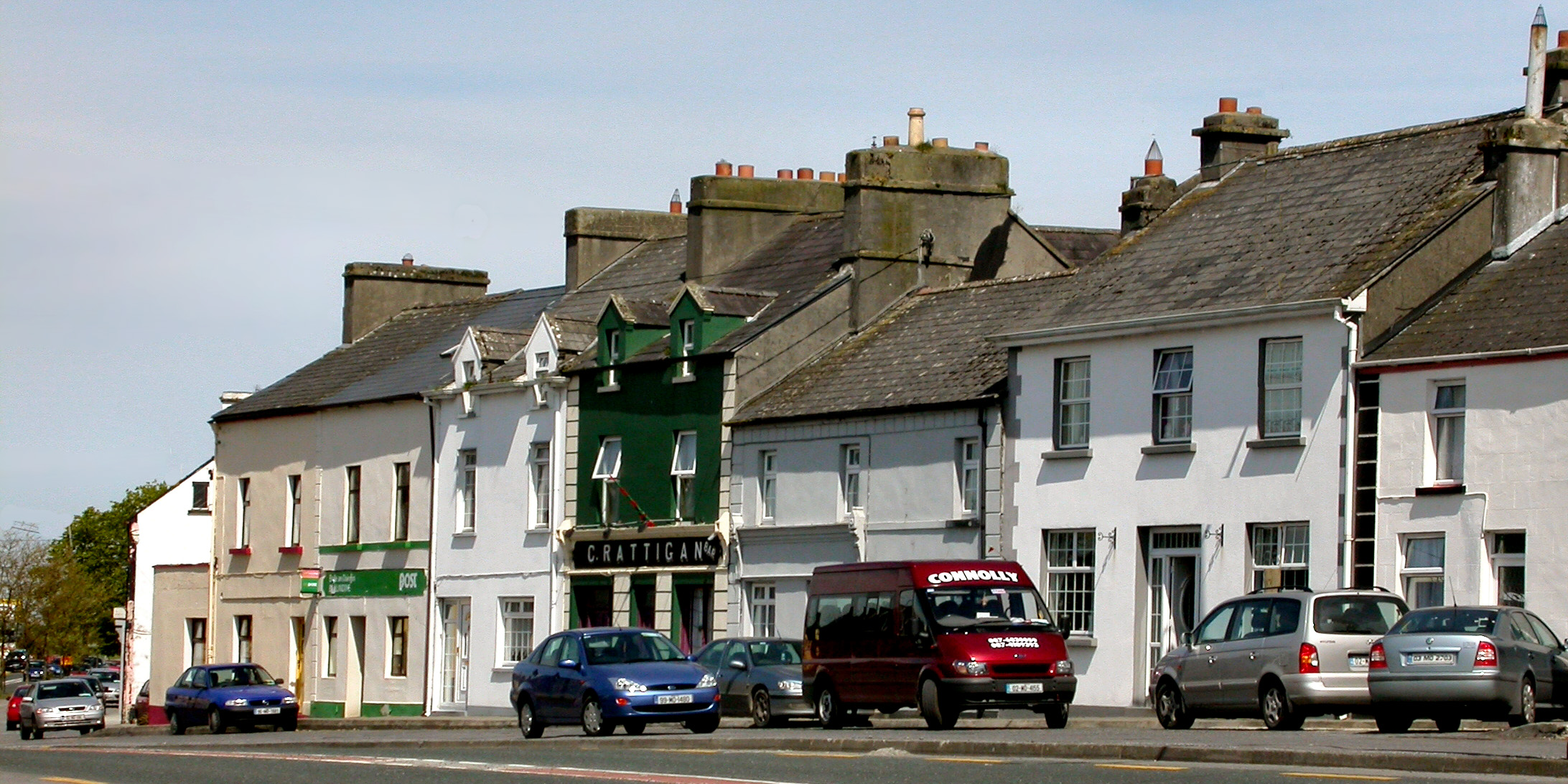
Ballindine

## Geboren
- Pippa Hackett, Minister of State